# Nye verdens sumpskildpadder
Nye verdens sumpskildpadder (Emydidae) er en familie af skildpadder. Familien består af 50 arter fordelt på ti slægter, der bortset fra to arter alle lever naturligt på den Vestlige Halvkugle.

## Klassifikation
Nye verdens sumpskildpadder-familien har to underfamilier og ti slægter, der opstilles således:
- Familie: Emydidae, Nye verdens sumpskildpadder
  - Underfamilie: Emydinae
    - Slægt Clemmys
    - Slægt Emys (Europæisk sumpskildpadde...)
    - Slægt Glyptemys
    - Slægt Terrapene

  - Underfamilie: Deirochilyinae, Læderskildpadder
    - Slægt Chrysemys
    - Slægt Deirochelys
    - Slægt Graptemys
    - Slægt Malaclemys
    - Slægt Pseudemys
    - Slægt Trachemys